# Rédacteur en chef
Le rédacteur en chef ou la rédactrice en chef, en argot journalistique rédac-chef, est un journaliste qui anime une équipe de rédaction et veille au respect de la ligne éditoriale d'un média. Son travail est de recueillir les propositions de sujets, en proposer soi-même, éventuellement en développer et en produire certains.  
Il est également la personne qui assure le lien avec la direction et les autres services (techniques et administratifs) de la publication ou de la structure audiovisuelle. En cas d'absence, le secrétaire général de la rédaction ou secrétaire de rédaction unique assure l'intérim.

## Description
Une personne au poste de rédaction en chef a en général un passé en tant qu'auteur. Elle peut être spécialiste de la gestion de l'information éditoriale sur support papier ou numérique. À ce titre, elle intervient aussi bien comme responsable du service éditorial que pour le conseil éditorial.
Plusieurs types de publications possèdent une rédaction en chef, notamment des journaux, magazines, périodiques ou des livres thématiques.